# Sphaerostephanos sudesticus
Sphaerostephanos sudesticus är en kärrbräkenväxtart som beskrevs av Holtt. Sphaerostephanos sudesticus ingår i släktet Sphaerostephanos och familjen Thelypteridaceae. Inga underarter finns listade.